# Ornithogalum flexuosum
Ornithogalum flexuosum är en sparrisväxtart som först beskrevs av Carl Peter Thunberg, och fick sitt nu gällande namn av U.Müll.-doblies och D.Müll.-doblies. Ornithogalum flexuosum ingår i släktet stjärnlökar, och familjen sparrisväxter. Inga underarter finns listade i Catalogue of Life.